# Chris van der Drift
Christopher Jason van der Drift (Hamilton, 8 de março de 1986) é um piloto neozelandês de automobilismo. Ele possui ascendência holandesa, e correu na A1 Grand Prix.